# Municipio de Allen (condado de Jewell)
El municipio de Allen (en inglés: Allen Township) está ubicado en el condado de Jewell en el estado de Kansas (Estados Unidos).

## Geografía
El municipio de Allen se encuentra ubicado en las coordenadas 39°36′49″N 97°58′52″O / 39.61361, -97.98111. Según la Oficina del Censo de los Estados Unidos, en 2010 tenía una superficie total de 90,27 km², de la cual 90,17 (99,89%) correspondían a tierra firme y 0,1 (0,11%) a agua.

## Demografía
Según el censo de 2010, el municipio de Allen estaba habitado por 24 personas y su densidad de población era de 0,27 hab/km². El 91,67% de los habitantes eran de raza blanca y el 8,33% pertenecían a dos o más razas.